# Fraunhofer-Institut für Windenergiesysteme
Das Fraunhofer-Institut für Windenergiesysteme IWES, auch in der Kurzbezeichnung „Fraunhofer IWES“ genannt, ist eine Einrichtung der Fraunhofer-Gesellschaft zur Förderung der angewandten Forschung e. V. (FhG) in Bremerhaven. Die Forschungen umfassen das gesamte Spektrum der Wind- und Wasserstofftechnologie. Die Institutsleitung wird besetzt durch Andreas Reuter.

## Geschichte
Das Fraunhofer IWES wurde 2009 gegründet und ist aus dem ehemaligen Fraunhofer-Center für Windenergie und Meerestechnik CWMT in Bremerhaven hervorgegangen. Es war von 2009 bis 2017 mit dem ehemaligen Institut für Solare Energieversorgungstechnik ISET e. V. in Kassel und dem Fraunhofer IWES Nordwest in Bremerhaven unter der Bezeichnung „Fraunhofer-Institut für Windenergie und Energiesystemtechnik“ als ein Institut mit zwei inhaltlich und verwaltungstechnisch getrennten Institutsteilen geführt. Zum 1. Januar 2018 wurde das Teilinstitut in Kassel als Fraunhofer-Institut für Energiewirtschaft und Energiesystemtechnik wieder eigenständig, während das Fraunhofer IWES Nordwest von da an unter „Fraunhofer-Institut für Windenergiesysteme IWES“ firmiert.
Das Fraunhofer IWES sichert Investitionen in technologische Weiterentwicklungen durch Validierung ab, verkürzt Innovationszyklen, beschleunigt Zertifizierungsvorgänge und erhöht die Planungsgenauigkeit durch innovative Messmethoden im Bereich der Windenergie und Wasserstofftechnologie. Derzeit sind rund 250 Wissenschaftler/-innen und Angestellte sowie mehr als 100 Studierende an fünf Standorten beschäftigt: Bremerhaven, Hannover, Bremen, Hamburg und Oldenburg. 2022 betrug der Betriebshaushalt 39 Mio. Euro.
Dank weitreichender förderpolitischer Unterstützung konnten seit der Gründung im Jahr 2009 einzigartige Prüfstände, z. B. für Rotorblätter, Gondeln und Tragstrukturen, Lager und Hauptwellen, sowie eine Messinfrastruktur und Labore aufgebaut werden. Seit 2011 kann die ehemalige Jungfischerschule nach einem Umbau als „Windhaus“ genutzt werden. 2012 wurde das Engineeringgebäude fertiggestellt. Mit einem ab 2021 aufgebauten Elektrolyseur-Testfeld können die Methoden zur Wasserstoffproduktion am Fraunhofer IWES systematisch geprüft werden. Das Test-Portfolio wurde in enger Zusammenarbeit mit führenden Industrieunternehmen entwickelt, die von der Konzeptionsphase die Entwicklung von Testmethoden und -abläufen begleitet haben. Die Kombination einer weltweit einmaligen Prüfinfrastruktur mit Methodenkompetenz zeichnet das IWES als Forschungspartner für Unternehmen in aller Welt aus. Durch die Beteiligung an internationalen Fachgremien ist das Institut ein aktiver Wegbereiter für Technologieentwicklungen und Qualitätssicherung in der Windindustrie.

## Forschungsschwerpunkte
- Validierung von Windenergiesystemen
- Aufbau einer alkalischen Elektrolyseeinheit zum systematischen Vergleich von Methoden zur Wasserstoffproduktion
- Zertifizierung elektrischer Eigenschaften von EZE
- Großprüfstände für Rotorblätter, Pitchlager, Tragstrukturen, Gondeln
- Akkreditierte Feldmessung
- Beschleunigten Lebens- und Gebrauchsdauertests
- Qualifizierung von Verbundwerkstoffen und -bauteilen
- Zuverlässigkeit von Leistungselektronik
- Windparkmodellierung
- Aerodynamik und CFD
- Modellvalidierung
- Standortbewertung On- und Offshore
- Industrialisierte Rotorblattfertigung
- Geotechnische Messungen & Beratung
- Bodenuntersuchungen, z. B. mittels Mehrkanalseismik
- Offshore-Logistik (Planungs-Software)
- Seegangs- und Strömungsmessung
- Windgeschwindigkeitsmessung mit LiDAR
- Bauverfahrenstechnik für Offshore-Fundamente
- Nachhaltige Maritime Mobilität

## Testzentren und Labore

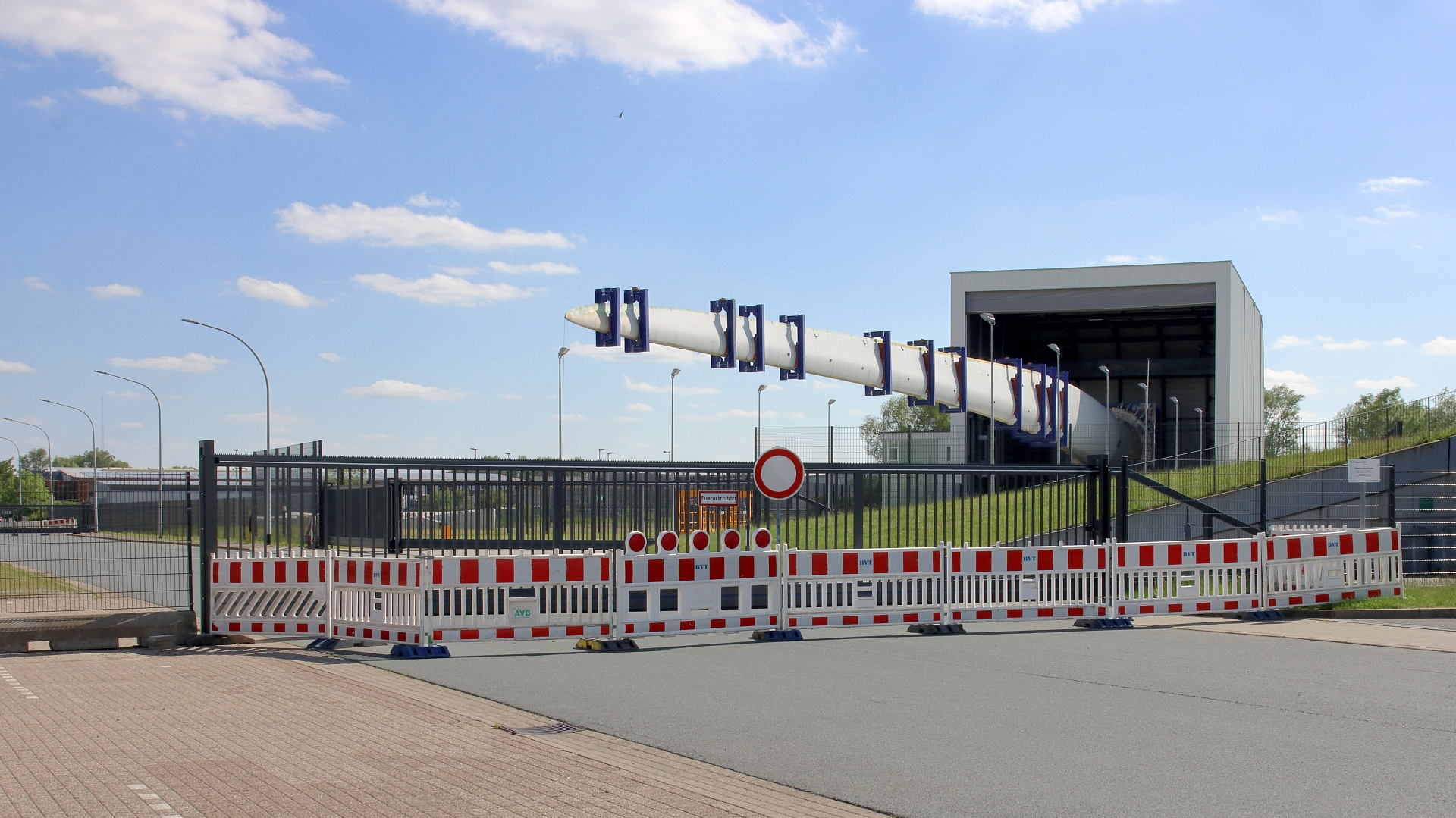
Rotorblattprüfstand in Bremerhaven

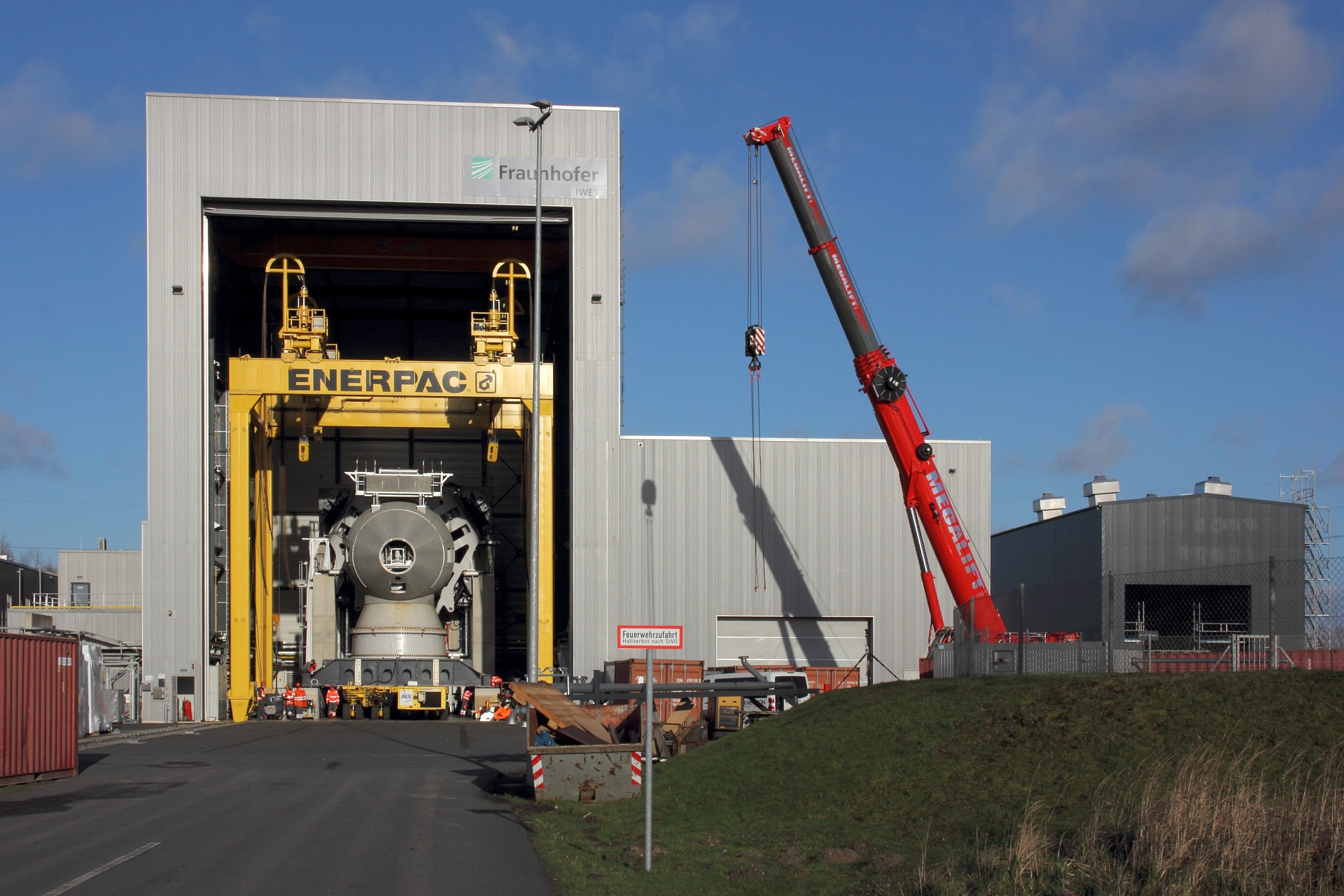
Gondelprüfstand DyNaLab in Bremerhaven

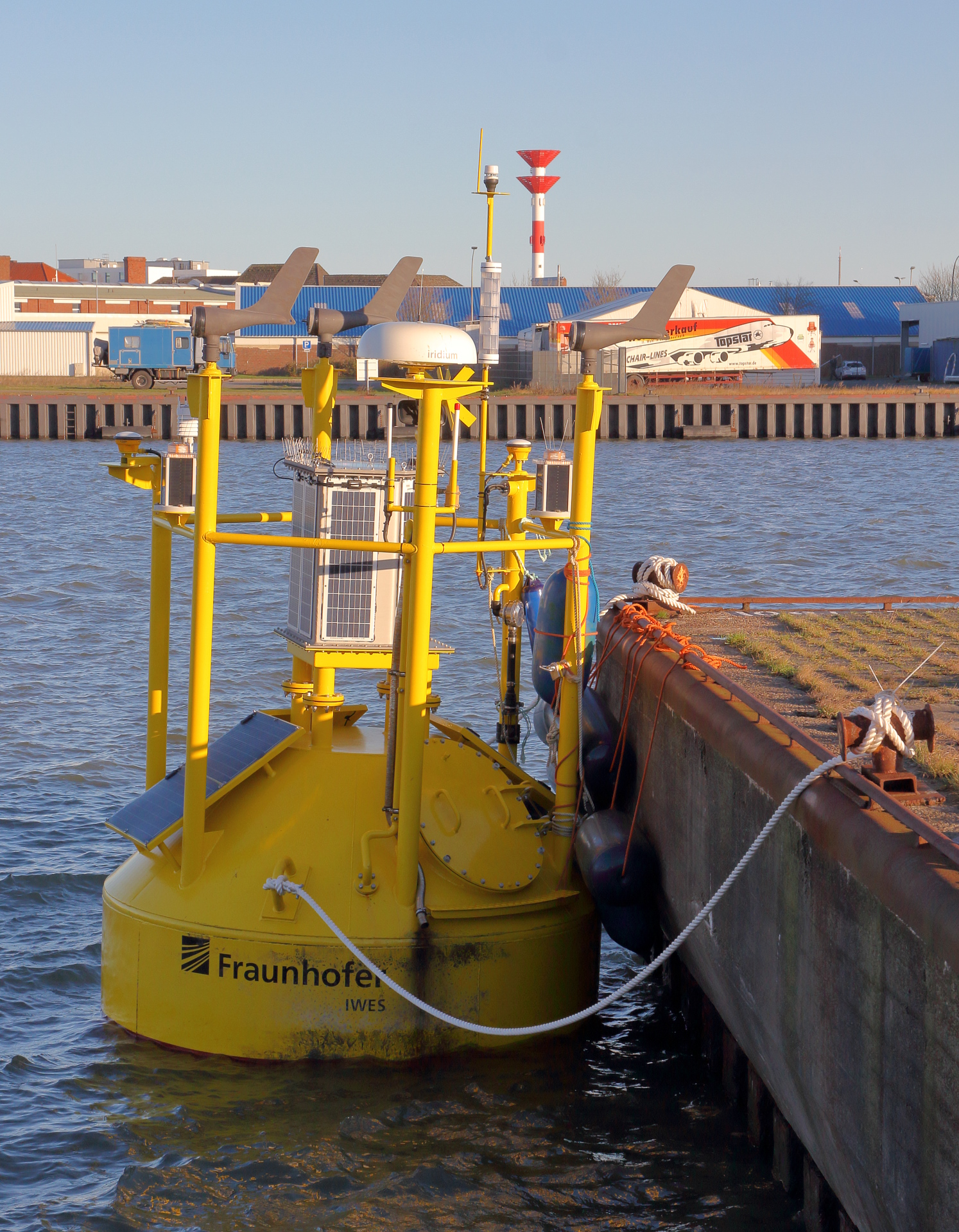
IWES Wind-LiDAR-Messboje

Das Fraunhofer-IWES verfügt über eine weltweit einmalige Prüfinfrastruktur für die experimentelle Untersuchung von Windenergieanlagen-Komponenten. Neben der „Hardware“ wurden Prüfmethoden für die beschleunigte Zertifizierung entwickelt. Beides zusammen ermöglicht es Herstellern, Neuentwicklungen abzusichern und schneller auf den Markt zu bringen.
Die Prüfinfrastruktur umfasst im Einzelnen:
- Drei Rotorblatt-Prüfhallen bzw. -stände in Bremerhaven, seit Juni 2023 für 115m+ lange Rotorblätter
- Dynamic Nacelle Testing Laboratory (DyNaLab) für die Prüfung kompletter Gondeln von Multimegawatt-Anlagen mit einer Antriebsleistung von 10 MW und einem nominellen Drehmoment von 8,6 MNm (Bremerhaven)
- Demo-Center für automatisierte Rotorblattfertigung (Bremerhaven)
- Das LEL (Leading Edge Labor) Regenerosions-, Eisansatzprüfstand u.v.m. (Bremerhaven)
- HiL-GridCoP-Prüfstand (HiL-Prüfung der elektrischen Netzverträglichkeit von Multi-Megawatt Windenergieanlagen mit schnelllaufenden Generatorsystemen) in Bremerhaven
- Servo-hydraulische dynamisch Prüfmaschinen
- LBL (Large Bearing Laboratory) für die Prüfung von Lagern von Windenergieanlagen: BEAT6.1, BEAT2.1, BEAT0.3 (Hamburg)
- Prüfstand für schnelllaufende Generator-Umrichter-Systeme (Bremerhaven)
- Das Fraunhofer IWES ist Betreiber des Testzentrums Tragstrukturen in Hannover; Eigentümer ist die Gottfried Wilhelm Leibniz -Universität Hannover
- Hydrogen Lab Bremerhaven (Systemtests von Elektrolyseuren)
- Hydrogen Lab Leuna (Grüne Wasserstofferzeugung für die chemische Industrie)
- Hydrogen Lab Görlitz (Anwendung in der industriellen Fertigung und Dekarbonisierung)
- IWES Wind-Lidar-Bojen zur Messung von Offshore-Windgeschwindigkeiten

## Kooperationen
Der Forschungsverbund Windenergie (FVWE), besteht aus den Mitgliedern DLR, ForWind – Zentrum für Windenergieforschung und Fraunhofer IWES. Der Verbund ist Ansprechpartner für Hersteller, Zulieferer, Betreiber und Industriepartner der Windenergie. Speziell für Technologieentwicklungen – von der Konzeption bis zur Produkteinführung, vom Design mit virtuellen Methoden über den experimentellen Test und die Modellvalidierung bis hin zur Automatisierung in der Produktion. Die Kooperation der drei Partner ermöglicht den unkomplizierten Zugriff auf eine weltweit einmalige Infrastruktur, gewährleistet Technologietransfer aus der Luftfahrt und stellt die Verknüpfung mit der universitären Forschung und Lehre sicher. Auch systemische Fragestellungen können vom FVWE mit seinen mehr als 600 Forschern in voller Tiefe und Breite kompetent bearbeitet werden.
Darüber hinaus kooperiert das Fraunhofer IWES mit der Hochschule Bremerhaven (Anwendungszentrum für Windenergie Feldmessungen), der Universität Bremen (Forschergruppe ‚Hochleistungselektronik von Windenergieanlagen‘ als Arbeitsbereich des Bremer Centrum für Mechatronik), der Ruhr-Universität Bochum (Institut für Energiesystemtechnik und Leistungsmechatronik, Projekt: Smart Wind Park Laboratory), der Leibniz-Universität Hannover, der Carl-von-Ossietzky-Universität Oldenburg und weiteren fachlich nahestehenden Universitäten und Hochschulen.
Innerhalb der Fraunhofer-Gesellschaft ist das Fraunhofer IWES Mitglied der Fraunhofer-Allianz Energie sowie der Fraunhofer-Verbünde Materials. Die sich ergänzenden Kompetenzen und Erfahrungen der Partnerinstitute schaffen Synergien, die helfen, zentrale Themen aus verschiedenen Forschungsperspektiven zu verstehen und gemeinsam zu erforschen.
Auf internationaler Ebene arbeitet das Institut mit renommierten Forschungseinrichtungen erfolgreich zusammen, z. B. Dänemarks Technische Universität (DTU) und Offshore Renewable Energy Catapult.

## Personal und Budget
2022 betrug der Betriebshaushalt 39 Mio. Euro. Derzeit sind mehr als 300 Wissenschaftler und Angestellte an den neun Standorten beschäftigt; hinzu kommen über 100 Studierende.